# Microtmethis
Microtmethis is een geslacht van rechtvleugeligen uit de familie Lithidiidae. De wetenschappelijke naam van dit geslacht is voor het eerst geldig gepubliceerd in 1910 door Heinrich Hugo Karny.

## Soorten
Het geslacht Microtmethis  is monotypisch en omvat slechts de volgende soort:
- Microtmethis kuthyi (Karny, 1910)